# Орлёнок (космический корабль)
«Орлёнок» — российский перспективный многоразовый пилотируемый космический корабль. Разрабатывается в РКК «Энергия» им. С. П. Королёва. Представляет собой облегчённую версию космического корабля «Орёл», унаследовавшую от него до 90 % деталей, со снижением массы на 5 тонн за счет уменьшения численности экипажа до двух человек и экономии на системах жизнеобеспечения.
Глава Роскосмоса Дмитрий Рогозин сообщил СМИ, что лунный корабль «Орлёнок» появится ближе к 2028 году. Будет выводиться на орбиту ракетой-носителем Ангара-А5. Будет использоваться для осуществления полётов к Луне. Хотя изначально предполагалось использование лишь на орбите Земли. В апреле 2021 года был проведён эксперимент «Эскиз» с имитацией полёта на и высадкой на поверхность Луны в пространстве из расчёта объёма корабля.

## История
В 2019 году выяснилось, что новый пилотируемый корабль «Орёл» весит 22 тонны и его не сможет вывести никакая ракета-носитель, за исключением проектируемой ракеты «Енисей», в связи с чем было принято решением облегчить «Орёл» для возможности использовать ракеты семейства «Ангара». А после объявления о том, что проект ракеты «Енисей» будет пересмотрен, было принято решение подготовить ещё одну версию корабля и использовать её до появления ракеты сверхтяжёлого класса для полётов к Луне.
Выводить «Орлёнок» к Луне будет ракета-носитель Ангара-А5П и разгонный блок  КВТК, выводимый ракетой-носителем «Ангара-А5В».

## Ход работ

### 2020 год
15 марта источник в ракетно-космической отрасли сообщил СМИ, что на базе «Орла» для замены пилотируемых «Союзов» и грузовых «Прогрессов» будет создаваться новый космический корабль; разработка технического задания начнётся на следующей неделе. После завершения этой работы станут понятны остальные параметры аппарата и начнётся разработка эскизного проекта.
17 декабря источник в ракетно-космической отрасли сообщил СМИ, что в РКК «Энергия» прорабатывается вариант создания облегчённой версии «Орла», получивший условное название «Орлёнок». Корабль будет облегчён по сравнению с базовой версией на 5 тонн и будет рассчитан на 2 человек вместо 4 за счёт снижения массы системы обеспечения жизнедеятельности экипажа.

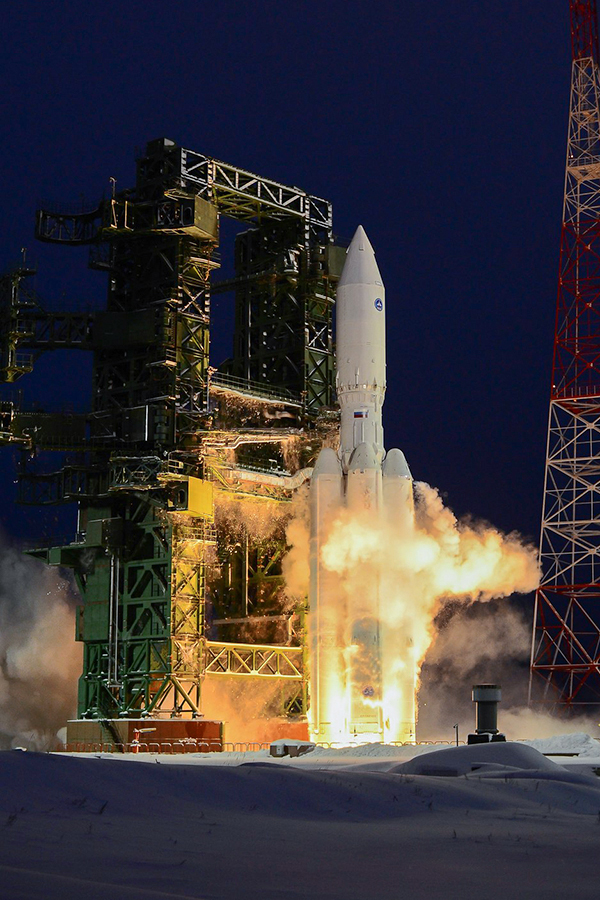
Ангара-А5

29 декабря глава Роскосмоса Дмитрий Рогозин подтвердил факт разработки комического корабля на базе «Орла» под названием «Орлёнок», предназначенного для полётов к Луне. Он также уточнил, что от «Орла» облегчённая версия получит 90 % деталей, корабль будет 2-х местным и весить 16 тонн, чего добьются за счёт уменьшения массы системы жизнеобеспечения. Выводить его на орбиту будет «Ангара-А5» за счёт многопусковой схемы, вплоть до появления ракеты сверхтяжёлого класса. Рогозин также уточнил, что это вариант одобрен советом по космосу РАН, который и предложил ввиду приостановки создания «Енисея» использовать уже имеющиеся мощности. Разработку проекта и создание корабля взяла на себя «РКК Энергия». Согласно новой схеме осуществления Российской лунной программы, предполагается вести сборку перелётного лунного комплекса, состоящего из корабля «Орлёнок», лунного взлётно-посадочного комплекса и двух разгонных блоков, с использованием «Национальной орбитальной станции» на земной орбите, полёт комплекса на окололунную орбиту и прилунение взлётно-посадочного комплекса с двумя космонавтами.
29 декабря глава Роскосмоса Дмитрий Рогозин сообщил СМИ, что лунный корабль «Орлёнок» появится ближе к 2028 году.

### 2021 год

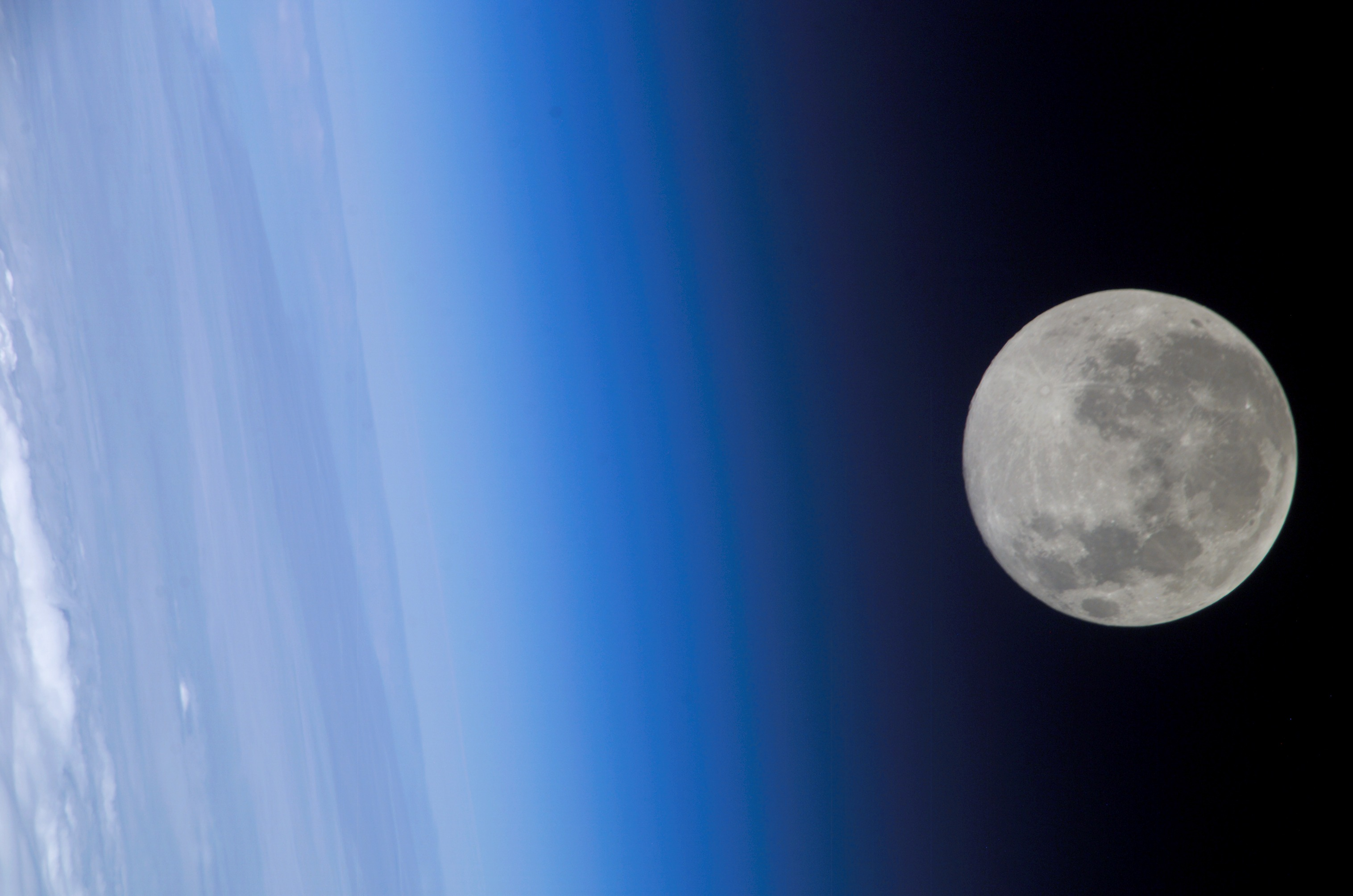
Луна с борта МКС 24 февраля 2005 года

18 февраля генеральный конструктор КБ «Салют» Сергей Кузнецов сообщил СМИ, что «Ангара-А5В» будет использована для запуска «Орлёнка» к Луне по двухпусковой схеме.
20 февраля глава Роскосмоса Дмитрий Рогозин на рабочей встрече с президентом Владимиром Путиным доложил о планах госкорпорации на ближайшую перспективу, среди которых отмечалось использование космических кораблей «Орёл» и «Орлёнок» на этапе пилотируемых полётов к Луне.
В конце марта стало известно о готовящемся эксперименте РАН под названием «Эскиз», в ходе которого будет проведена имитация полёта на  Луну на корабле «Орлёнок» с последующей высадкой и возвращением на Землю. Планируется испытать средства виртуальной реальности и системы вывешивания, созданные для имитации лунной гравитации. В эксперименте будут участвовать 6 сотрудников РАН, 4 мужчины и 2 женщины.
Продолжительность эксперимента составит 2 недели. Задача эксперимента — помочь оценить психологическое состояние экипажа в ходе адаптации к изоляции в герметичном пространстве и воздействие стресса на иммунную систему. Размер отсека будет приблизительно таким, как у строящегося корабля «Орлёнок» — 8—12 м³. Эксперимент завершился 30 апреля, все участники чувствовали себя хорошо.
Ожидается, что первая российская высадка на лунную поверхность продлится несколько суток. После чего будет взлёт, стыковка с лунным перелётным модулем и возвращение на Землю с посадкой на «Орлёнке».
В мае от генерального директора Центра эксплуатации объектов наземной космической инфраструктуры (ЦЭНКИ) Руслана Мухамеджанова стало известно о том, что космические корабли «Орёл» и «Орлёнок» будут садиться в 64,5 км от Оренбурга, в Беляевском районе.
29 ноября глава Роскосмоса Дмитрий Рогозин сообщил СМИ, что корабль "Орлёнок" в грузовом и пилотируемом варианте для новой российской орбитальной станции может появиться в 2026—2027 годах.

### 2022 год
В апреле представитель Роскосмоса сообщил о том, что корабль будет многоразовым, но в нём не будет бытового отсека из-за короткой баллистической схемы полёта. Строится, как элемент транспортной инфраструктуры необходимый для работы РОСС. Для доставки 4-х человек на орбиту к станции и спуска 6 человек со станции при необходимости. Топливные баки и двигатель многоразовыми не будут.
21 мая глава Роскосмоса Дмитрий Рогозин сообщил, что эскизное проектирование корабля «Орлёнок» РКК «Энергия» завершит в третьем квартале 2023 года. Эскизное проектирование «Орлёнка», в том числе для доставки грузов, ведётся вместе с проектированием Российской орбитальной служебной станции (РОСС).

### 2023 год
10 апреля первый замгендиректора Роскосмоса Андрей Ельчанинов сообщил СМИ, что работы РКК "Энергия" по данному направлению планируются в рамках Федеральной космической программы на 2026—2036 годы. Задел, полученный при создании «Орла», планируется максимально задействовать, при этом задачи создать его "уменьшенную копию" не стоит. Новый легкий корабль будет разрабатываться на принципах экономичности и серийности, в связи с чем не все системы лунного корабля будут востребованы в новой ОКР.